# Labicymbium
Labicymbium là một chi nhện trong họ Linyphiidae.

## Các loài
Các loài trong chi này gồm:
- Labicymbium ambiguum Millidge, 1991
- Labicymbium auctum Millidge, 1991
- Labicymbium avium Millidge, 1991
- Labicymbium breve Millidge, 1991
- Labicymbium cognatum Millidge, 1991
- Labicymbium cordiforme Millidge, 1991
- Labicymbium curitiba Rodrigues, 2008
- Labicymbium dentichele Millidge, 1991
- Labicymbium exiguum Millidge, 1991
- Labicymbium fuscum Millidge, 1991
- Labicymbium jucundum Millidge, 1991
- Labicymbium majus Millidge, 1991
- Labicymbium montanum Millidge, 1991
- Labicymbium nigrum Millidge, 1991
- Labicymbium opacum Millidge, 1991
- Labicymbium otti Rodrigues, 2008
- Labicymbium rancho Ott & Lise, 1997
- Labicymbium rusticulum (Keyserling, 1891)
- Labicymbium sturmi Millidge, 1991
- Labicymbium sublestum Millidge, 1991